# チャールズ・ドボラク
チャールズ・ドボラク (Charles Edward Dvorak、1878年11月27日 - 1969年12月18日)は、アメリカ合衆国の陸上競技選手。1904年セントルイスオリンピックの金メダリストである。

## 経歴
ドボラクは、1900年パリオリンピックの棒高跳に出場する予定であった。しかし、棒高跳の決勝が7月15日の日曜日に行われる予定であることを聞き、ドボラクとダン・ホートン、バスコム・ジョンソンの3人のアメリカ選手は強硬に日程変更を迫った。しかし、要求は叶わず、棒高跳び決勝は日曜日に行われることとなり3人は欠場した。この大会で金メダルを取ったのは、同じアメリカのアーヴィング・バクスターで記録は3.30mであった。
後に、ドボラクたちは、オリンピックとは別に代替の対戦を行ったが、ホートンが3.45m、ジョンソンが3.38m、ドボラクが3.35mと、いずれもバクスターの記録を上回った。
ドボラクは、1901年、1903年とAAU選手権の棒高跳を制覇したあと、1904年に2度目のオリンピックとなるセントルイスオリンピックに出場する。この大会は欠場することなく出場し、3.50mをクリア。2位のリロイ・サムゼ以下に15cmの差をつけ金メダルを獲得した。